# Marc Hendrikx
Marc Hendrikx (Hamont-Achel, 1974. július 2. –) belga válogatott labdarúgó.
A belga válogatott tagjaként részt vett a 2000-es Európa-bajnokságon.

## Sikerei, díjai
KRC Genk
- Belga bajnok (1): 1998–99
- Belga kupa (2): 1997–98, 1999–2000

Anderlecht
- Belga bajnok (1): 2003–04